# Sztywny sztag
Sztywny sztag – aluminiowy profil montowany obrotowo na sztagu, posiadający jedną lub kilka likszpar. Służy do stawiania sztaksli.
Sztywny sztag ułatwia zwijanie i refowanie żagli. W przeciwieństwie do rolfoka nie powoduje dużego zużycia płótna żaglowego i po naszyciu specjalnej osłony przeciw promieniom UV może służyć do przechowywania sztaksli.